# كلاوس هندل
كلاوس هندل (بالألمانية: Klaus Händl) (و. 1969  م) هو مخرج أفلام، ومؤلف، وكاتب، وواضع كلمات الأوبرا نمساوي، شارك في Ingeborg Bachmann Award 1995 ‏"25 Jahre Bachmannpreis, Autoren 1995". مؤرشف من الأصل في 2016-05-30. اطلع عليه بتاريخ 2018-08-02..

## جوائز
حصل على جوائز منها:
- جائزة المنافسة العامة  [لغات أخرى]‏ (1946)
- قائد الفنون والآداب

## وصلات خارجية
- كلاوس هندل على موقع IMDb (الإنجليزية)
- كلاوس هندل على موقع مونزينجر (الألمانية)
- كلاوس هندل على موقع ألو سيني (الفرنسية)
- كلاوس هندل على موقع ميوزك برينز (الإنجليزية)
- كلاوس هندل على موقع ميوزك برينز (الإنجليزية)
- كلاوس هندل على موقع أول موفي (الإنجليزية)
- كلاوس هندل على موقع قاعدة بيانات الفيلم (الإنجليزية)
- كلاوس هندل على موقع كينوبويسك (الروسية)